# Shihab (famiglia)

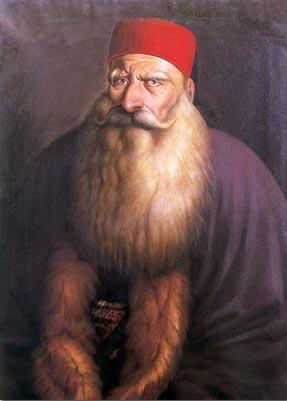
L'Emiro Bashir Shihab II "il Grande" fu Emiro del Libano dal 1788 al 1840.

La famiglia Shihāb (talora "Chehab" (in arabo  شهاب‎?) è stata una famiglia di grande rilievo politico libanese. Gli Shihāb erano i tradizionali governanti del Wadī al-Taym e facevano risalire la loro genealogia all'antica tribù araba dei Quraysh di Mecca (cui appartenne il profeta dell'Islam Maometto.
Gli Shihāb discendevano più concretamente dalla famiglia dei Maʿan per linea femminile. Tuttavia, a differenza dei Maʿan che erano drusi, gli Shihāb erano originariamente musulmani sunniti. Di conseguenza godettero di un minor sostegno da parte dei Drusi e ciò provocò la loro richiesta di sostegno ai cristiani maroniti e, nel XVIII secolo, la conversione al Cristianesimo della famiglia. Gli Shihāb operarono quindi metodicamente nell'incoraggiare l'immigrazione cristiana in Libano, al solo scopo di rafforzare la condizione economica della famiglia. A loro si deve il maggior radicamento nell'area della cultura europea occidentale, e specialmente di quella francese, nella regione.

## Storia
Gli Shihāb succedettero ai Maʿan nel 1697. In origine vivevano nella regione sud-occidentale siriana del Hawran ma s'insediarono a Wadi al-Taym, nel meridione libanese. La personalità di maggior rilievo era l'Emiro Bashīr Shihāb II, che era molto simile al suo predecessore, Fakhr al-Dīn II. La sua abilità di statista fu sperimentata per la prima volta nel 1799, quando Napoleone pose l'assedio ad Acri, una cittadina costiera ben fortificata della Palestina, a circa 40 chilometri a sud di Tiro. Sia Napoleone, sia Aḥmad al-Jazzār Pascià, Governatore di Acri, chiesero l'aiuto all'Emiro della famiglia Shihāb. Tuttavia Bashīr preferì rimanere neutrale, declinando la richiesta di assistere i due antagonisti. Incapace di conquistare Acri, Napoleone tornò in Egitto e la morte di al-Jazzār nel 1804 eliminò il principale oppositore di Bashīr dalla scena politica della regione.
Quando Bashīr II decise di rompere i suoi legami con l'Impero ottomano, si alleò con l'emergente e vigorosa figura di Mehmet Ali Pascià, il fondatore dell'Egitto moderno, e aiutò il figlio di questi, Ibrāhīm Pascià, in un nuovo assedio ad Acri, durato sette mesi e concluso dalla caduta della cittadina il 27 maggio del 1832. L'esercito egiziano, con l'aiuto delle truppe di Bashīr, attaccò e conquistò anche Damasco il 14 giugno di quell'anno.
Nel 1840, alcune tra le principali Potenze europee dell'epoca (Regno Unito, Impero austro-ungarico, Prussia e Russia), si opposero alla politica filo-egiziana della Francia e firmarono la Convenzione di Londra con la Sublime porta (l'Impero ottomano) il 15 luglio 1840.
In accordo con i termini di questo Trattato, fu chiesto a Mehmet Ali di abbandonare la Siria e quando egli rifiutò di ottemperare alla richiesta, truppe ottomane e britanniche presero terra sulla costa libanese il 10 settembre 1840. Di fronte a questo spiegamento di forze, Mehmet Ali si ritirò e, il 14 ottobre 1840, Bashīr II si arrese ai britannici e partì per l'esilio. Bashīr Shihāb III fu allora nominato per la sua successione ma il 13 gennaio del 1842, il Sultano nominò Omar Pascià governatore del Monte Libano. Questo evento marcò la fine del governo della famiglia Shihāb.
Oggi gli Shihāb restano pur sempre una delle più importanti famiglie libanesi, tanto che il terzo Presidente della Repubblica dopo il conseguimento dell'indipendenza, il generale Fu'ad Shihab, fu un membro della famiglia, come pure lo fu il Primo ministro Khalid Shihab. La cittadina dell'XI secolo di Hasbaya, nel Libano meridionale, è ancora proprietà privata degli Shihāb, molti dei quali seguitano a risiedervi. Una branca invece della famiglia risiede in Turchia ed è conosciuta come la famiglia Paksoy.

## Elenco degli Emiri del Libano
| Nome       | Regno     |
| ---------- | --------- |
| Bashīr I   | 1697-1707 |
| Ḥaydar     | 1707-1732 |
| Mulhim     | 1732-1754 |
| Manṣūr     | 1754-1770 |
| Yūsuf      | 1770-1788 |
| Bashīr II  | 1788-1840 |
| Bashīr III | 1840-1842 |